# 1799.
◄ | 17. stoljeće | 18. stoljeće | 19. stoljeće | ►
◄ | 1760-ih | 1770-ih | 1780-ih | 1790-ih | 1800-ih | 1810-ih | 1820-ih | ►
◄◄ | ◄ | 1796. | 1797. | 1798. | 1799. | 1800. | 1801. | 1802. | ► | ►►
Arhitektura • Astronomija • Biologija • Glazba • Kazalište • Kemija • Kiparstvo • Knjige • Književnost • Kršćanstvo • Medicina • Politika • Pravo • Promet • Slikarstvo • Šport • Znanost

## Događaji
- 6. veljače – Francisco Goya pušta u prodaju briljantnu seriju gravura poznatih kao Los caprichos
- 15. srpnja – otkrivena Ploča iz Rosette, na temelju koje je Jean Francois Champollion dešifrirao hijeroglife
- U Vinkovcima osnovana gimnazija.

## Rođenja
- 20. svibnja – Honore de Balzac, francuski književnik († 1850.)
- 30. svibnja – Ferdo Livadić, hrvatski skladatelj († 1879.)
- 6. lipnja – Aleksandar Sergejevič Puškin, ruski književnik († 1837.)
- 22. srpnja – Paulina Jaricot, francuska misionarka († 1862.)

## Smrti
- 14. prosinca – George Washington, prvi predsjednik SAD-a (* 1732.)

## Vanjske poveznice
|  | Zajednički poslužitelj ima još gradiva o temi 1799. |